# Kalaiya
Kalaiya is een stad (Engels: municipality; Nepalees: nagarpalika) in het zuiden van Nepal, en tevens de hoofdstad van het district Bara. De stad telde bij de volkstelling in 1991 18.498 inwoners, in 2011 42.826.